# دلفين أطلسي منقط
دلفين أطلسي منقط (الاسم العلمي: Stenella frontalis) (بالإنجليزية: Atlantic spotted dolphin)‏ هو نوع من الثدييات يتبع جنس الدلفين المنقط من فصيلة الدلافين المحيطية.